# Primærrute 52
De Primærrute 52 is een hoofdweg in Denemarken. De weg loopt van Juelsminde via Horsens en Silkeborg naar Viborg. De Primærrute 52 loopt over het schiereiland Jutland en is ongeveer 93 kilometer lang.